# Pinaka (hindouisme)
Shiva Dhanush ( sanskrit : शिव धनुष) ou Pinaka ( sanskrit : पिनाक, pínāka) est l’arc du seigneur Shiva.
Pinaka est l'arc original de Shiva utilisé pour la destruction totale ou Pralaya. Selon Valmiki Ramayana, le dieu Devendra a créé deux arcs de capacité égale qui ont été attribués à Rudra et Vishnou il leur a demandé de se battre pour savoir qui est le puissant. Cependant, juste avant le début de la guerre, un Aakashvani a déclaré que la guerre conduirait à la destruction totale, elle a donc été arrêtée. En entendant Aakashvani, Rudra a lancé Pinaka qui est tombé sur la terre pour être plus tard connu sous le nom de "Shiva dhanush". Il a ensuite été découvert par le roi Devaratha, ancêtre du roi Janaka. Il est mentionné dans l'épopée hindoue Ramayana, quand son héros Rāma (un autre avatar de Vishnou ) le brise pour pouvoir épouser la fille de Janaka.

## Histoire
Vishvakarma a fabriqué deux arcs divins. Il a donné Sharanga à Lord Vishnu et Pinaka à Lord Shiva. Le roi Janaka de Mithila avait une fille nommée Sītā. Au début de sa vie, Sita, tout en jouant avec ses sœurs, avait inconsciemment soulevé la table sur laquelle l'arc avait été placé; ce qui était quelque chose que personne dans le royaume ne pouvait faire. Cet incident a toutefois été observé par Janaka et il a décidé de faire de cet incident la toile de fond du swayamvara de Sita .
Plus tard, Janaka a annoncé que quiconque souhaitant épouser Sita devait lever l'arc divin et le bander. Le prince Rama d’Ayodhya a cassé l’arc quand il a tenté de le bander pendant le swayamvara de Sita, gagnant ainsi la main de la princesse en mariage. Après le mariage, alors que son père, Dasharatha, retournait à Ayodhya avec Rama, Parashurama a obstrué leur chemin et a défié Rama de briser son arc de Shiva. Après cela, Dasharatha a prié le sage de lui pardonner mais Parashurama est resté enragé et a sorti l'arc de Vishnu. Il a ensuite demandé à Rama de bander l'arc et de se battre en duel avec lui. Rama attrape l'arc de Vishnu, le bande, et pointe une flèche droit vers le cœur du challenger. Rama demande alors à Parashurama ce qu'il va donner comme cible à la flèche. À ce stade, Parashurama se sent dépourvu de son énergie mystique. Il se rend compte que Rama est l'avatar de Vishnu.
Une autre histoire de Pinaka tourne autour de  Vishnu combattant  Shiva, mentionnée dans 75 sarga de Bala Kanda de Ramayana. Parashuram raconte à Lord Rama une histoire avant de le mettre au défi de bander Sharanga. L'histoire se déroule ainsi: les Devas voulaient tester la supériorité de  Vishnu et de  Shiva et demandèrent à Brahma de créer une différence d'opinion entre eux.Dans la bataille qui s'ensuivit, Vishnu poussa un cri de guerre qui paralysa les Devas et Shiva. Son arc devient inutile et c'est l'arc de Lord Vishnu, Sharanga, qui prévaut,,.Rama a brisé Pinaka plus tard, il a également pris Sharanga à Parashurama et l’a confié à Varuna, le seigneur des océans, pour qu'il le garde en sécurité.
Il existe un lien entre Pinaka et la vie de Maharshi Dadhichi, un sage qui a aidé les devas à vaincre l’asura Vritra et a ensuite donné sa vie pour donner ses os à Vajra qu'Indra utilise pour tuer le démon Vritra.